# Gador (stacja kolejowa)
Gador (hiszp. Estación de Gador) – stacja kolejowa w Gádor, w Prowincji Almería, we wspólnocie autonomicznej Andaluzja, w Hiszpanii.
Obsługuje pociągi dużego i średniego dystansu Renfe Operadora.

## Położenie stacji
Znajduje się na linii kolejowej Linares Baeza – Almería w km 234,3.

## Linie kolejowe
- Linia Linares Baeza – Almería